# Schlacht bei Ulrichen (1211)
Die Schlacht bei Ulrichen war eine kriegerische Konfrontation, die 1211 zwischen Herzog Berchtold V. von Zähringen und den Wallisern im Obergoms bei Ulrichen geschlagen wurde.

## Geschichte
Berchtold V., der zwanzig Jahre früher (1191) die Stadt Bern gegründet hatte, versuchte 1211 wegen Streitigkeiten mit dem Grafen Thomas I. von Savoyen (Rachefeldzug) einerseits und aus Eroberungslust anderseits, das Wallis zu erobern.
Über den genauen Ort der Schlacht gibt es unterschiedliche Ansichten in der um 1350 verfassten Chronica  Briganorum ist nicht genau angegeben, um welches «Gestinum» (Ober- oder Niedergesteln) es sich handelte, in dessen Nähe diese stattfand. Dort heisst es:
«Berna anno 1191 struitur a Berchtoldo I.(!), die Sebastiani. Anno 1211 Berchtoldus, dux de Zäringen, Conradi filius, com magno exercitu Vallesiam ingressus, prope villam Gestinun cruenta cede per Vallesiensis cesus»
(«Bern wurde im Jahr 1191 von Berchtold I. (!) am Sebastianstag gegründet. Im Jahr 1211 drang Berchtold, Herzog von Zäringen, Konrads Sohn, mit einem grossen Heer ins Wallis ein, bei der Stadt Gestinun wurde eine blutige Schlacht gegen die Walliser geschlagen»)
– Briganorum historise aliquot, ex llbro quodam pervetusto zitiert in Quellen zur Schweizer Geschichte
Auf ungangbaren Pfaden zog er mit 13'000 Mann über den Grimselpass. Als erstes liess er die beiden Dörfer Oberwald VS und Obergesteln in Brand stecken. Die Walliser unter Führung ihres Bischofs von Sitten, Landrich von Mont (Mund VS, 1206–1237), erwarteten den Feind beim Oberbach auf dem Obergestlerfelde bei Ulrichen.
Nach der Meinung von William Augustus Brevoort Coolidge kann sich diese Schlacht auch bei Niedergesteln zugetragen haben, da dieser Ort für ein grosses Heer viel bequemer zu erreichen gewesen wäre. Die Truppen wären dann vermutlich über den Lötschbergpass gekommen.
Ein grosses Kreuz aus Granit erinnert an die Schlacht. Zuvor war hier bereits ein Holzkreuz errichtet worden, das folgende Inschrift enthielt:
 Am 4. Juni 1905 wurde das steinerne Denkmal feierlich enthüllt.